# طواف إيطاليا 1973
طواف إيطاليا 1973 هو سباق دراجات هوائية أقيم في إيطاليا بتاريخ 18 مايو - 9 يونيو، تكون السباق من 20 مرحلة وامتدّ لمسافة 3801 كم بسرعة 35.506 كم/س، استغرق السباق 106 ساعة 54 دقيقة 41 ثانية. فاز به البلجيكي إيدي ميركس وحلّ ثانيا فيليتشي جيموندي بينما حصل على المركز الثالث جيوفاني باتاغلين.

## الترتيب
| م                     | الدرّاج             | البلد   | الزمن                      |
| --------------------- | ------------------ | ------- | -------------------------- |
| الفائز بالترتيب العام | إيدي ميركس         | بلجيكا  | 106 ساعة 54 دقيقة 41 ثانية |
| الثاني                | فيليتشي جيموندي    | إيطاليا |                            |
| الثالث                | جيوفاني باتاغلين   | إيطاليا |                            |
| حسب النقاط            | إيدي ميركس         | بلجيكا  | -                          |
| التسلق                | خوسي مانويل فوينتي | إسبانيا | -                          |
| الترتيب المركب        | إيدي ميركس         | بلجيكا  | -                          |